# 田口文章
田口文章（日语：／ Taguchi Fumiaki，1937年5月18日—2011年9月11日）是一名日本微生物學家。

## 生平
田口出生於埼玉縣，畢業於埼玉縣立春日部高中。1959年畢業於北里衛生科學專門學院，1965年畢業於賓夕法尼亞大學文理學院微生物學系。曾擔任北里大學衛生學部微生物學教室的助理，並於1977年升任該大學衛生學部教授。他曾赴美國威斯塔研究所、法國巴斯德研究院、德國羅伯特·科赫研究所進修，並於1979年兼任該大學研究所教授。2003年起，他擔任北里大學名譽教授及微生物管理機構理事長。此外，他還擔任H2J株式會社董事，以及特定非營利活動法人燃料電池、氫能源網絡的顧問等職務。

## 研究工作
田口以研究對地球環境友善的微生物應用技術而知名，例如從白蟻體內分離出的產氫菌，以及從熊貓糞便中分離出的廢棄物處理菌。他是該領域的權威，並於2009年10月1日因這項研究榮獲搞笑諾貝爾獎生物學獎。

## 著作

### 書籍
- 《細菌汙染》（1998年，技術評論社）
- （2002年）
- （2005年，成美堂出版）

### 翻譯
- 《巴斯德》（1996年）

## 外部連結
- 暮らしと微生物－曖昧模糊
- 田口文章のホームページ